# Rod Millen
Rodney K. "Rod" Millen, né le 22 mars 1951, est un ancien pilote automobile éclectique, de rallyes, de course "off-road", de courses de côte, de drift, et de courses de grand tourisme, néo-zélandais et américain.

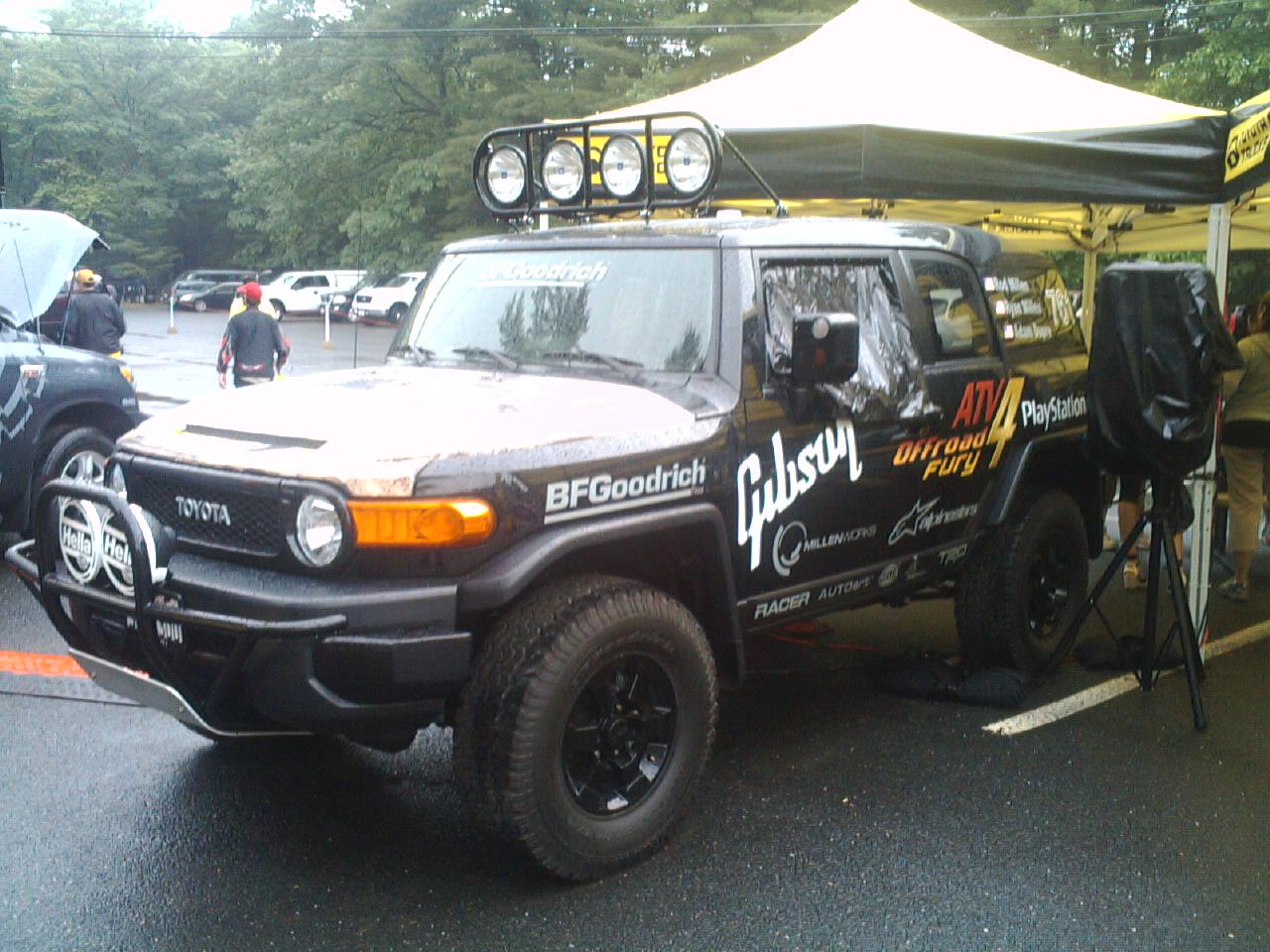
Rod Millen en 2006 à la Baja 1000, sur véhicule MillenWorks.

## Biographie
Sa carrière sportive automobile s'étale de 1974 à 2007, soit plus de 30 ans.
Il a disputé 19 courses dans le cadre du WRC de 1977 à 1992, dont 4 RAC Rally (9e et 11e).
En 1978, il s'expatrie aux États-Unis.
Ses fils Rhys (Champion des États-Unis de drift (formule D) 2005 sur Pontiac GTO, triple vainqueur du Pikes Peak International Hill Climb en 2007 (Pontiac Solstice GXP), 2009 (Hyundai Genesis Coupé), et 2013 (Hyundai Genesis Coupé) en catégorie Time Attack) et Ryan, ainsi que son frère Steve (Champion IMSA GTS 1992 et 1994, vainqueur des 12 Heures de Sebring 1992, 1994 et 1995, des 24 Heures de Daytona 1994, et des 24 Heures du Mans classe IMSA GTS 1994 - 20 victoires en IMSA GTS pour 23 pole positions (records)) ont également participé à diverses compétitions, dans plusieurs catégories de sports mécaniques.
Rod Millen a fondé la société familiale Rod Millen Motorsports, plus tard renommée MillenWorks, spécialisée dans le développement des concept cars, des véhicules à hautes performances technologiques, et de véhicules militaires.
Il a aussi créé le Mazda Rally Team en 1982, avec Achim Warmbold et Timo Salonen.

## Palmarès
- 1989: Champion d'Asie-Pacifique des rallyes (APRC), sur Mazda 323 4WD;
- Triple Champion de Nouvelle-Zélande de rallyes en 1975, 1976 et 1977;
- Champion Nord-américain des courses de rallyes en 1979 et 1980;
- Triple champion Nord-américain des rallyes SCCA (PRO Rally) en 1981, 1988 et 1989 (sur Mazda à trois reprises, participant également à la victoire de cette entreprise dans le championnat des marques ces mêmes trois années, ainsi qu'en 1985);
- Triple champion consécutif des "Grand National Sport Truck Series", en 1992, 1993 et 1994;
- Champion d'Afrique du Sud des "South Africa Stadium Series" en 1997.

### Victoires
- Rocky Mountain Rally (Ch. du Canada), en 1979 sur Datsun 570, avec pour copilote le canadien John Bellefleur;
- Seul Quintuple vainqueur (avec le pilote Ron Johnstonbaugh) du Rallye Press on Regardless, en 1980, 1981, 1984 et 1985 sur Mazda RX-7, et 1989 sur Mazda 323;
- Rallye Sno*Drift (SCCA ProRally), en 1983 (2e en 1982);
- Rallye Susquehannock Trail Performance (SCCA ProRally), en 1985, 1988 et 1989;
- Vainqueur en Classe C en 1989 au Pikes Peak International Hill Climb;
- Vainqueur en Classe Open en 1991 au Pikes Peak International Hill Climb;
- Vainqueur en Classe Showroom en 1992 au Pikes Peak International Hill Climb (devenant vainqueur de chacune des classes proposées);
- Record absolu de l'ascension du Pikes Peak International Hill Climb obtenu en 1994, en 10 min 40 s 06 sur 20 km, avec une Toyota Celica 4RW - record seulement battu en 2007 par le japonais Monster Nobuhiro Tajima, âgé alors de 57 ans);
- Quatre autres meilleurs temps absolus (successifs) obtenus au Pikes Peak International Hill Climb en 1996, 1997, 1998 et 1999 (soit 5 victoires en catégorie Unlimited, en 1994, 1996, 1997, 1998, et 1999, sur Toyota Celica (3), puis Toyota Tacoma (2), record du nombre de titres de Rocky of the Year jusqu'en 2008 (dépassé alors par Nobuhiro Tajima, 9 au total));La toyota Tacoma utilisée sur le Pikes Peak en 1998 et 1999 par R. Millen

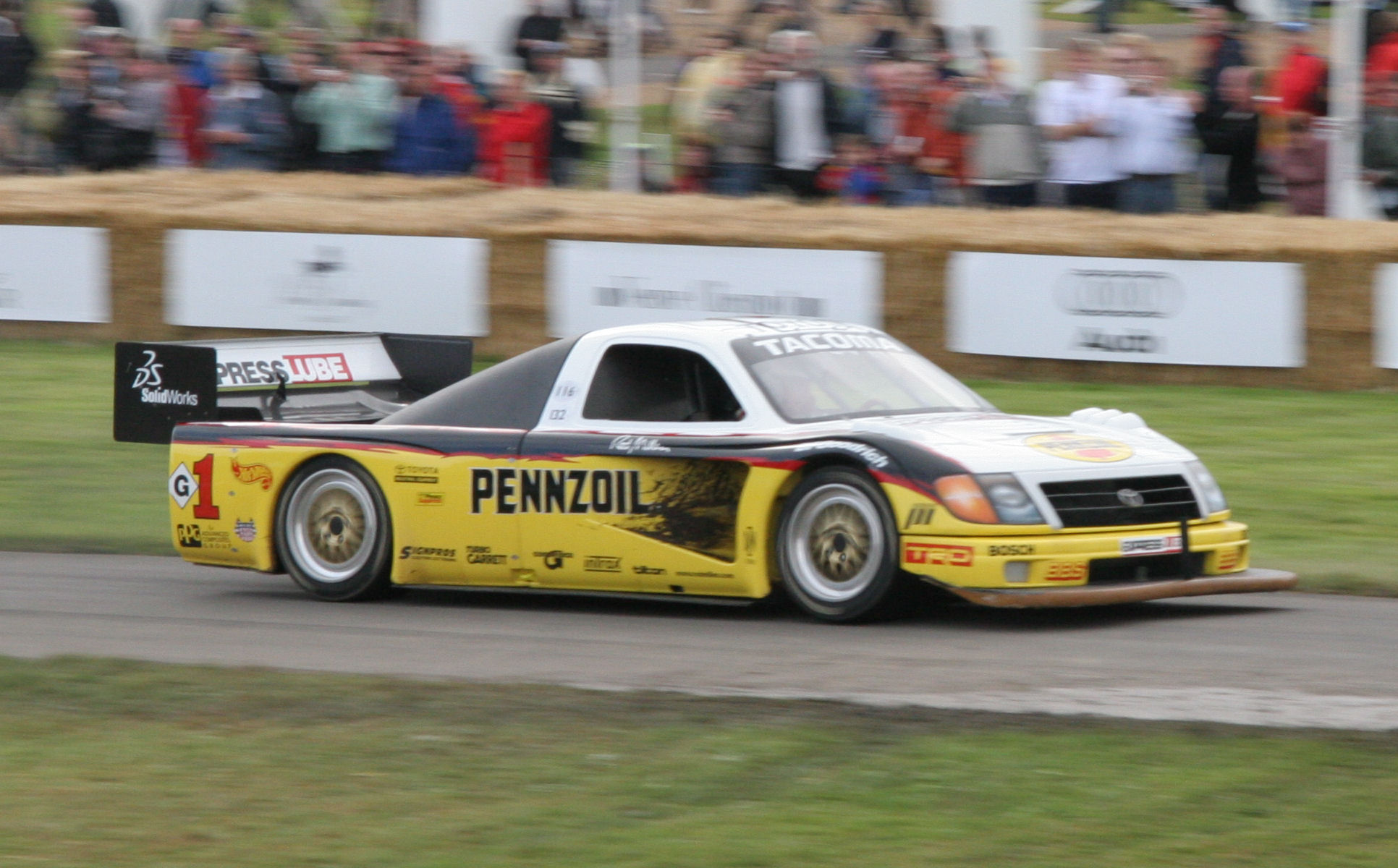
La toyota Tacoma utilisée sur le Pikes Peak en 1998 et 1999 par R. Millen

- Rallye "Rim of the World" SCCA PRO en 1990 (US);
- 2 victoires en "Mickey Thompson Stadium Series" en 1992 (US);
- 12 victoires en "Grand National Sport Truck Series" de 1992 à 1994 (US);
- 3 Heures de Button Hollow SCCA en 2000 (US);
- "Course vers les nuages" de Nouvelle-Zélande en 2001 et 2002;
- Rallye-raid de Transsibérie en 2007, sur Porsche Cayenne S;
- Pikes Peak International Hill Climb en 2012, catégorie Time Attack, sur Hyundai Genesis Coupé;

### Autres podiums
- - 2e de la course vers les nuages (côte) néo-zélandaise de Queenstown en 1998, 1999, 2003 et 2004;
  - 2e de la course de côte de Goldrush néo-zélandaise en 2000;
  - 2e du rallye de Malaisie en 1990 (APRC);
  - 2e du rallye d'Indonésie en 1990 (APRC);

### Podium et classements notables en WRC
- - 2e du rallye de Nouvelle-Zélande en 1989 (WRC / APRC);
  - 4e du rallye Olympus en 1987 (WRC);
  - 5e du rallye de Nouvelle-Zélande en 1977 (WRC);
  - 5e du rallye d'Australie en 1989 (WRC / APRC);
  - 6e du rallye d'Australie en 1991 (WRC / APRC);
  - 6e du rallye de Nouvelle-Zélande en 1991 (WRC / APRC).
  - 6e du rallye d'Australie en 1991 (WRC / APRC).